# 柴崎はる
柴崎 はる（しばさき はる、2000年1月8日 - ）は、日本のAV女優。Linx所属。

## 略歴
媒体によっては東京出身となっている。学生時代は書道、空手に打ち込み、書道は小学生を教えられる資格免状を持ち、空手は5歳から15歳まで松濤館流を習っており、型の部で熊本県代表歴もある黒帯。中学生時代は生徒会長。高校では生徒副会長。
大学のある授業で「高齢者の性」について深い関心を抱き、 性欲を満たせない高齢者や介護者に向けたアダルトグッズを開発したいと思うようになり、ソフト・オン・デマンドのアダルトグッズ事業部に入社。2023年4月「女子社員」としてAVデビュー。
2024年3月22日、YouTube「SOFT ON DEMAND」チャンネルにて、グッズ事業部廃止につき制作部へ異動したと公表された。グッズ事業部廃止は、材料費の高騰と円安の影響が大きかったという。
4月16日、5月9日発売（4月25日先行配信）作品よりSOD starレーベルに移籍を発表。女優業に専念するため、ソフト・オン・デマンドは退社した。SOD女子社員からSODstarレーベルへの移籍者は6年ぶり、市川まさみ、加藤ももかに続く3人目。
同年4月8日週FANZA通販フロアランキングにて、レーベル移籍作『SODstarに転身デビュー！3本番SEX オール5P以上×17発大量中出し 柴崎はる（元SOD女子社員）』が初登場8位を記録。
FANZA通販フロア2024年4月度月間AV女優ランキング5位ランクイン。
2024年9月15日には、『TREND GIRLS 撮影会 2024』内のTREND GIRLSファッションショーに参加し、ランウェイを歩いた。同年12月24日、光文社『FLASH』が独自集計した「FLASHセクシー女優ランキング2024」42位。
2025年4月21日週FANZAレンタルフロアランキングで『禁断の関係だった元教え子と5年ぶりの再会。大人になった彼女とホテルに巣ごもり燃えるような不倫SEXで猿みたいに中出し絶頂をし続けた。』が6位ランクイン。5月には『TREND GIRLS撮影会2025』に参加。カチューシャを合わせた姿が報道された。
同年5月5日週FANZAレンタルフロアランキングにて『禁断の関係だった元教え子と5年ぶりの再会。大人になった彼女とホテルに巣ごもり燃えるような不倫SEXで猿みたいに中出し絶頂をし続けた。』が初登場6位を記録。同年FANZAレンタルフロア5月度月間AV女優ランキング2位。
同年7月28日週FANZA通販フロアランキングにて、『デリヘル呼んだらいつも領収書を突っ返してくる経理部の欲求不満OLと遭遇「まさか、飲食代で落とさないでくださいよ…」と言いつつ生本番させてくれ自宅でも会社でもヌいてくれる関係に』が初登場6位ランクイン。

## 人物
- 趣味はジグソーパズル、マンガ、ゲームなど。
- 性との出会いは小学生の時に拾ったエロ本[17]。初体験は18歳[17]。初体験からAVデビューまでの経験人数は3人[17]。ペニスの硬さは硬ければ硬いほど好んでおり、長さと太さはそこまで重視していない[17]。首から下の毛は20歳の時に「駆除」している[18]。
- 物心ついた時から髪型はショートカット[19]。空手を辞めていた高校時代にのみ髪を伸ばしていたが、邪魔だし似合わないと思い結局切っている[19]。
- 体型は上半身は華奢でスレンダーだがおしりは大きく、自身ではバランスが悪いとしているが、ライターの浜野きよぞうはお尻がフィーチャーされる体型と褒めており、実際に作品でもバックや騎乗位を求められることが多い[19]。また舐めるシーンでもあえて腰を落としお尻を突き出しているという。なお柴崎自身が好きな体位は相手の顔が見える正常位。気持ちいい体位はバックと答えている[19]。
- アサ芸シークレット編集部からは「ツンとそそり立つ乳首、骨格がしっかりしていて形が綺麗なちっぱい」とバランスのいい体格と、胸の形を評価された[20]。
- 実家は農業に従事している[21]。
- 座右の銘は「どうせ、いつか死ぬ」[22]。

## 作品

### アダルトビデオ
2023年
- 照れ屋だけどスケベっぷり半端ない ショートカットが可愛らしい入社2年目グッズ事業部 柴崎はるAV出演（デビュー）！（4月20日、SODクリエイト）
- 初めて尽くし3本番奮闘ドキュメント 『より良いオナホグッズ開発研究の為に私のおマ○コでテストさせてください』照れ屋だけどスケベっぷり半端ないグッズ事業部 入社2年目 柴崎はる（6月22日、SODクリエイト）
- おもちゃ開発で大絶頂ドキュメント！ 女性用アダルトグッズの研究で実際に試して気持ち良さを追求するうち気づけば何度もイっちゃってました…！ ショートカットが可愛らしいグッズ事業部 入社2年目柴崎はる（7月20日、SODクリエイト）
- 超敏感なスケベなマ○コにいきなり突撃！ 巨根チ○ポで即ハメ！4本番 照れ屋ショートカット グッズ事業部 入社2年目柴崎はる（8月24日、SODクリエイト）
- 初中出し 会社終わりにホテルで朝までずっとマ●コに精子入れっぱなし… グッズ事業部 入社2年目 柴崎はる（9月21日、SODクリエイト）
- 【VR】SOD女子社員 柴崎はる初VR 『もしも僕がSODに入社したら…同期のグッズ事業部 柴崎はるとこっそり社内恋愛！！ はるちゃんからのお願いでおナホのモニター調査「ねぇ、私のナカとおもちゃのナカほんとはどっちが気持ちいいの？」新商品開発のプレゼンに向けて…（8月17日、SODクリエイト）[4]

- 笑顔の新人看護師が患者の底辺息子に狙われて… 歪んだ愛情がエスカレートし盗撮・拘束を繰り返す粘着ストーカーに無限レ○プされ何度も中出しされまくった 柴崎はる：	2023/10/26SODクリエイト）
- 【VR】SOD入社2年目柴崎はる お世話になっているユーザー様に誠心誠意込めた極上エステでおもてなし（10月5日、SODクリエイト）
- 入社2年目グッズ事業部柴崎はる 全裸業務で顔を真っ赤にしながらも羞恥心を克服！全裸業務中にまさかの即ハメ3本番！？（11月23日、SODクリエイト）
- グッズ事業部 柴崎はる マジックミラー号に初めてのドキドキ乗車！リモバイをいれて、マン汁ダラダラで誘惑して逆ナンパ成功！？（12月21日、SODクリエイト）[4]

2024年
- 照れ屋ショートカットグッズ事業部 入社2年目 柴崎はる 撮影後プライベート映像！ほろ酔いハメ撮り映像を緊急公開！普段の柴崎はもっとエロかった！（1月17日、SODクリエイト）[23]
- SODで働く柴崎はるちゃんを業務命令で大人気風俗店にガチ入店させたらどうなる？ピンサロ・メンズエステ・デリヘル・乱交パーティー 人生初の風俗出勤で想定外の本番祭り！？グッズ事業部柴崎はる（1月25日、SODクリエイト）[4]
- ハル（2月7日、Imagine）
- はじめての筆下ろしデート！SOD女子社員を 1 日貸切！！童貞君と外でいっぱいキスして朝から晩までイチャLOVE密着しまくったSEXドキュメント！！！ 柴崎はる（2月8日、SODクリエイト）

- ボーイッシュでイケメンな女友達に「おっぱいが大きくなってるか揉んでみて？」と言われて、そこから会うたびにおっぱいチェックすることになった…柴崎はる（3月7日、SODクリエイト）
- 人生で初めての媚薬キメセクで限界突破 全身の感度が壊れて覚醒イキ 柴崎はる（4月11日、SODクリエイト）[19]
- SODstarに転身デビュー！3本番SEX オール5P以上×17発大量中出し 柴崎はる（元SOD女子社員）（5月9日、SODクリエイト）[24]
- 既婚上司との子●が欲しくて、自ら懇願で連続中出しさせる温泉不倫旅行。 柴崎はる（6月20日、SODクリエイト）[25]
- 顔射されても常に笑顔で神対応する看護師の追撃フェラチオ 柴崎はる（7月11日、SODクリエイト）
- 美少女になった妹に初めて彼氏ができた。兄が嫉妬に狂い校内で何度も中出しし続け、授業中マ●コは精子で溜まりっぱなし 柴崎はる（8月8日、SODクリエイト）[26]
- SODstar転身女優が初出勤！無制限発射OKで連続ナマ中出しさせてくれる完全会員制ソープ 柴崎はる（9月12日、SODクリエイト）
- いいなり温泉旅行 柴崎はる（10月10日、SODクリエイト）[27]
- ロケ帰り相部屋NTR 大雪で東京に帰れなくなった清楚人気アナウンサーが後輩新人ADと朝まで中出ししまくった一晩 柴崎はる（11月7日、SODクリエイト）[28]
- 人生初のごっくん解禁 SMILEザーメン飲み合計20発＆10Pノンストップ連続SEX 柴崎はる（12月12日、SODクリエイト）[29]

2025年
- 禁断の関係だった元教え子と5年ぶりの再会。大人になった彼女とホテルに巣ごもり燃えるような不倫SEXで猿みたいに中出し絶頂をし続けた。柴崎はる（1月9日、SODクリエイト）[20]
- 【合宿強迫膣ペット】クソ部長マジうぜーから彼女襲っちゃおうぜ（笑）夏合宿中に陰湿輪●で部員達の性処理ダッチワイフになった陸上女子 柴崎はる（2月6日、SODクリエイト）
- 【VR】【8K】チンシャブ極上テクニックでご奉仕してくれるおしゃぶり大好き高級ランジェリーメイド 柴崎はる（2月27日、SODクリエイト）
- 催罠光線で支配された空手美少女 柴崎はる（3月6日、SODクリエイト）
- 絶対3発射のドスケベな責めテクニックを存分に堪能できる三者三様痴女ビデオ 合計14発 柴崎はる（4月10日、SODクリエイト）[30]
- 【VR】【8K】「そのリア充な美しい顔を汚してヤル」向い部屋に住む美人を汚してやりたくて精子でドロドロになるまで顔射レ×プしてヤッた 7射精全部顔謝 柴崎はる（4月10日、SODクリエイト）
- 柴崎はるの休日 渋谷のラブホでハメ撮り、ノンストップ2本番と顔射。（4月16日、SODクリエイト）
- 30発中出し大乱交！ノンストップ・ノーカットで30本のチ●ポを滅多挿し＆ぶっかけ！【デビュー2周年特別企画】【特典付き】 柴崎はる（5月8日、SODクリエイト）[31]
- 柴崎はる 初ファン感！ガチ恋オーディション。一般エントリー658名の中から1人だけ…夢のお泊りデート。(6月12日、SDOクリエイト)
- えwww修学旅行中、ボーイッシュな新人担任教師に憑依したったww 実は超敏感ムッツリ体質だった事が発覚www 俺（先生）のカラダを使って消灯後男子連中とエロいことしまくった大絶頂おふざけ記録。 柴崎はる（7月10日、SODクリエイト）
- 最高の敏感娘を最良のトロマン状態で禁欲明けに理性がブッ飛ぶ 淫汁 汗 唾液とろだく漏らしっぱなし性交 柴崎はる（8月7日、SODクリエイト）
- デリヘル呼んだらいつも領収書を突っ返してくる経理部の欲求不満OLと遭遇「まさか、飲食代で落とさないでくださいよ…」と言いつつ生本番させてくれ自宅でも会社でもヌいてくれる関係に 柴崎はる（9月11日、SODクリエイト）

### イメージビデオ
- Haru 真夏のメモリーズ・柴崎はる（2024年9月19日、Rebecca）
- 美少女ハルテミス/柴崎はる（2025年1月24日、メディアブランド）

### 書籍

#### 書籍写真集
- きっと、いつか…（2024年10月17日、双葉社、撮影：鈴木ゴータ）ISBN:978-4575319217

#### デジタル写真集
- 柴崎はる 土曜の午後はあなたと（2023年4月24日、小学館・週刊ポストデジタル写真集、撮影：富田恭透）

## 出演

### ラジオ
- ラジオのアナ〜ラジアナ（2024年4月11日、4月18日、8月29日、FM NACK5）
- SODの土曜のお昼からごめんなさい（2024年5月5日、2025年7月5日、渋谷クロスFM）

### テレビ
- ケンコバのバコバコナイト「バコバコSXII」（2024年10月4日 - 10月25日、サンテレビ）

### オリジナルビデオ
- シルバーの性春（2025年3月5日、ブリーズ）- 望美役[32]